# Viola truncata
Viola truncata är en violväxtart som beskrevs av Franz Julius Ferdinand Meyen. Viola truncata ingår i släktet violer, och familjen violväxter.

## Underarter
Arten delas in i följande underarter:
- V. t. glaberrima
- V. t. glandulifera